# Istoria alfabetului

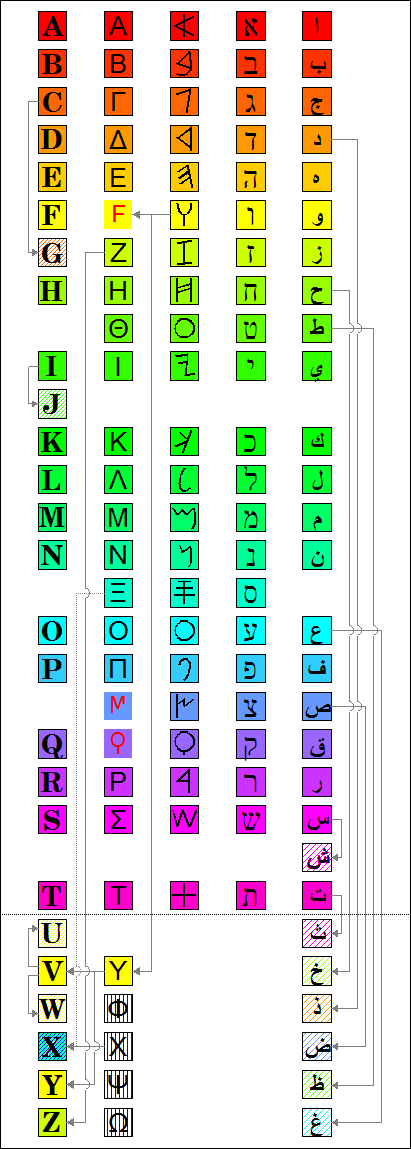
De la stânga la dreapta: alfabetul latin, grec, fenician, ebraic, arab

Originile alfabetului sunt necunoscute, dar există mai multe teorii cu privire la modul în care a apărut și s-a dezvoltat. O propunere populară - teoria proto-sinaitică - este aceea că istoria alfabetului a început în Egiptul antic, după un mileniu de istorie a scrisului. Conform acestei teorii, alfabetul a fost inventat pentru a reprezenta limba lucrătorilor semitici din Egipt și a fost cel puțin influențată de principiile alfabetice ale scrierii hieratice egiptene. Dacă această teorie este corectă, atunci aproape toate alfabetele de astăzi se bazează pe acest alfabet fie au fost inspirate de acesta.